# 1 Timoteo 6

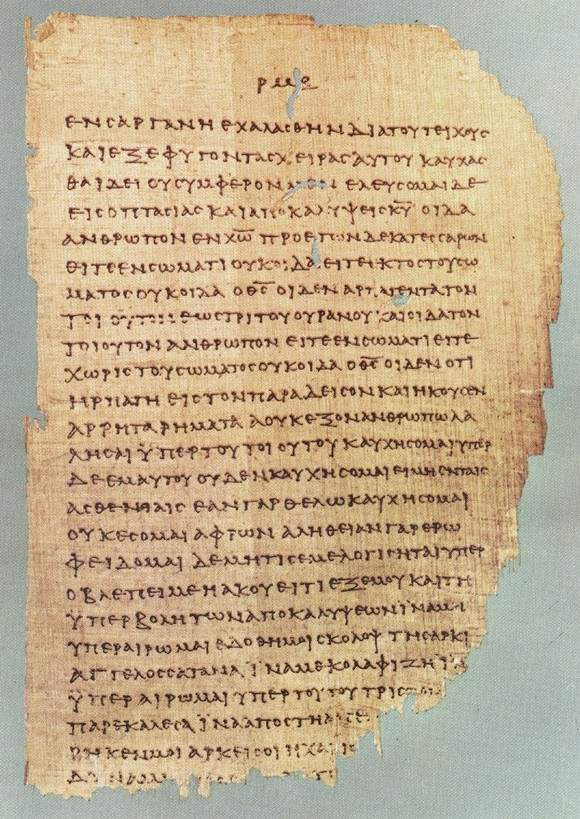
Folio del papiro 46, que contiene 2 Corintios 11:33-12:9

 1 Timoteo 6 es el sexto capítulo de la Primera epístola a Timoteo, y se suele abreviar como «1 Tim. 6». que es uno de los veintisiete libros que conforman el Nuevo Testamento cristiano que forma un grupo homogéneo con la Segunda epístola a Timoteo y la epístola a Tito. Así mismo, es una de las trece epístolas atribuidas, por la tradición, a Pablo de Tarso.
Su estilo y vocabulario son diferentes de los demás escritos paulinos por lo que la mayoría de los teólogos consideran que no fueron escritas por el apóstol Pablo o que no fue él mismo quien les dio su forma literaria, sino alguno de sus discípulos. Es probable que se encuentre entre las primeras de las cartas de Pablo, escritas probablemente a finales del año 52 d. C. Las catorce epístolas de Pablo de Tarso se dividen tradicionalmente en siete mayores y siete menores, en razón de su longitud e importancia.

## Manuscritos antiguos supervivientes
.

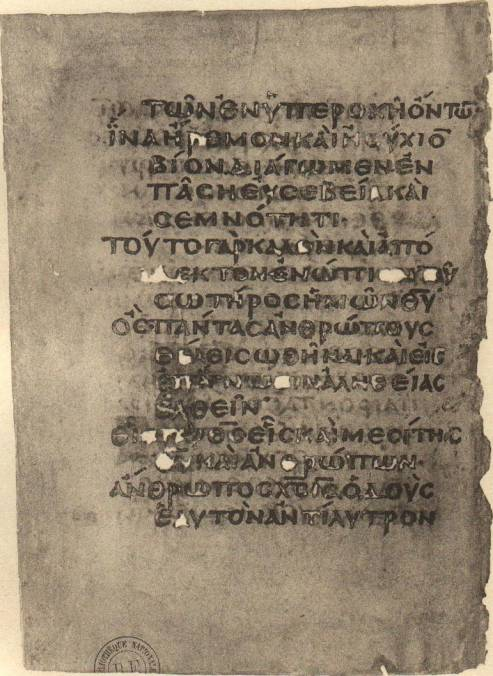
Fragmentos que muestran 1 Timoteo 2:2-6 en el Codex Coislinianus, de hacia 550 d. C.

El manuscrito original en griego koiné se ha perdido, y las texto de las copias supervivientes varían.
El primer escrito conocido de 1 Timoteo se ha encontrado en el Papiros de Oxirrinco 5259, designado P133, en 2017. Procede de una hoja de un códice datado en el siglo III (330-360). Otros manuscritos antiguos que contienen parte o la totalidad del texto de este libro son:
- Codex Alexandrinus (400-440)
- Codex Ephraemi Rescriptus (c. 450)
- Codex Freerianus (c. 450)
- Uncial 061 (c. 450)
- Codex Claromontanus (c. 550)
- Codex Coislinianus (c. 550)
- Uncial 0262 (siglo VII)[8]

## Contenido
- 1. Los esclavos. Exigencias morales. Versículos 1-2.
- 2. Descripción de los falsos maestros. Versículos 3-10.
- 3. Exhortación a la defensa de la fe. Versículos 11-16.
- 4. El recto uso de las riquezas. Versículos 17-19.
- 5. Despedida. Versículos 20-21.

### Los esclavos. Exigencias morales. Versículos 1-2
- 1-Los que están bajo el yugo de la servidumbre consideren a sus amos como dignos de todo honor, para que no se ultraje el nombre de Dios ni su doctrina.
- 2-Los siervos de amos creyentes no han de tenerlos en menos por ser hermanos, sino al contrario, han de servirles con más empeño, puesto que son creyentes y amados los que reciben sus servicios. Esto es lo que debes enseñar y recomendar.[9]

#### Comentarios
El Apóstol Pablo, en su carta a los colosenses, no enfrenta de manera directa el tema de la esclavitud, aunque esto no implica que apoyara dicha práctica. En aquella época, se estima que aproximadamente la mitad de la población de Éfeso estaba compuesta por esclavos, por lo que es probable que entre los cristianos de la ciudad hubiera un número significativo de ellos. Para muchos paganos, el testimonio de vida de sus esclavos era una vía de contacto con el cristianismo. Por esta razón, los esclavos cristianos debían comportarse de manera coherente con su fe y la doctrina recibida. En el caso de los amos cristianos, el trato justo y fraterno hacia sus esclavos podía transformar su trabajo, otorgándole un significado más humano y espiritual.

En el decurso de la historia, el espíritu cristiano ha reclamado y reclama la abolición de cualquier forma de esclavitud porque «el fermento del Evangelio ha suscitado y suscita en el corazón del hombre una irrefrenable exigencia de dignidad.

### Descripción de los falsos maestros. Versículos 3-10
- 3-Si alguno enseña otra cosa y no acepta las palabras de salvación, que son las de nuestro Señor Jesucristo y la doctrina que es conforme a la piedad,
- 4-es un engreído y no sabe nada; pierde el juicio en disputas y en discusiones sobre palabras, de las que surgen las envidias, riñas, maledicencias y suspicacias,
- 5-conflictos propios de hombres que tienen la inteligencia corrompida y carecen de la verdad, por pensar que la piedad es un negocio.
- 6-En realidad, la piedad es un gran negocio cuando uno se contenta con lo suficiente.

.....
- 10-Pues la raíz de todos los males es la avaricia, y al dejarse arrastrar por ella algunos se apartaron de la fe y se atormentaron con muchos y agudos dolores.[12]

#### Comentarios
Las amonestaciones  reflejan la pena que le da el daño que causan los falsos maestros. Frente a su avaricia (v.10), los buenos maestros viven contentos aunque sólo tengan alimento y algo con que cubrirse. 

El desprendimiento proporciona libertad, y es que sólo es libre el que vive para Cristo. Ése está por encima de todos los males, y si no quiere hacerse él daño a sí mismo, nadie se lo puede hacer jamás. Al servidor de Cristo no se lo puede atacar. No le afecta la pérdida del dinero, porque sabe que nada trajimos a este mundo y nada podremos llevarnos. No le domina la ambición, ni el amor de la gloria, pues sabe que nuestra ciudadanía está en el cielo. Ni le apenan las injurias ni le irritan los golpes. Para el cristiano sólo hay una desgracia: ofender a Dios. Todo lo malo: pérdida de bienes, destierro de la patria, peligro de la vida, no lo tiene ni siquiera por mal. Y aquello de lo que todos tiemblan, el salir de este mundo, es para él más dulce que la misma vida.

### Exhortación a la defensa de la fe. Versículos 11-16
- 11-Tú, en cambio, hombre de Dios, huye de estas cosas y busca la justicia, la piedad, la fe, la caridad, la paciencia y la mansedumbre.
- 12-Pelea el noble combate de la fe. Conquista la vida eterna a la que has sido llamado y para la que hiciste solemne profesión en presencia de muchos testigos.

.....
- 14-que conserves lo mandado, sin tacha ni culpa, hasta la manifestación de nuestro Señor Jesucristo;
- 15-manifestación que hará patente en el momento oportuno el bienaventurado y único Soberano, el Rey de los reyes y el Señor de los señores;
- 16-el único que es inmortal, el que habita en una luz inaccesible, a quien ningún hombre ha visto ni puede ver. A Él, el honor y el imperio eterno. Amén.[14]

#### Comentarios
El texto resalta que los cristianos deben ser leales y proclamar su fe, siguiendo el ejemplo de Jesús al confesar su realeza ante Pilato. Los versos (vv. 15-16) probablemente forman parte de un himno litúrgico usado por las primeras comunidades cristianas para alabar a Dios y expresar su fe en comunidad. Esto refleja la convicción de que el propósito último de la vida humana es glorificar a Dios, una verdad central en la vivencia cristiana desde sus inicios.

No vivimos para la tierra, ni para nuestra honra, sino para la honra de Dios, para la gloria de Dios, para el servicio de Dios: ¡esto es lo que nos ha de mover!.

### El recto uso de las riquezas. Versículos 17-19
- 17-A los ricos de este mundo ordénales que no sean engreídos y que no pongan su esperanza en las riquezas perecederas, sino en Dios, que nos provee de todo con abundancia para que lo disfrutemos:
- 18-que hagan el bien, que se enriquezcan en buenas obras, que sean generosos al dar y hacer a otros partícipes de sus bienes,
- 19-que atesoren para el futuro unos sólidos fondos con los que ganar la vida verdadera.[17]

#### Comentarios
Es necesario utilizar los bienes materiales con un gran sentido social, con desprendimiento, porque el verdadero tesoro es el que no perece jamás (cfr Lc 12,33). 

Es necesario recordar una vez más aquel principio peculiar de la doctrina cristiana: los bienes de este mundo están originariamente destinados a todos. El derecho a la propiedad privada es válido y necesario, pero no anula el valor de tal principio.

### Despedida. Versículos 20-21
- 20-Querido Timoteo: guarda el depósito. Evita las palabrerías mundanas y las discusiones de la falsa ciencia:
- 21-algunos que la profesaron se han apartado de la fe.
- La gracia esté con vosotros.[19]

#### Comentarios
De forma concisa se resume el contenido de la epístola. El depósito» (v. 20) era aquello —normalmente bienes económicos— que se entregaba a una persona con la obligación de custodiarlo para restituirlo íntegro cuando el depositante lo requiriera. Aquí se aplica a la Revelación y a la fe, y así ha pasado a la tradición teológica.

¿Qué es el “depósito”? Es aquello que se te ha confiado, no lo que tú has descubierto; lo que recibiste, no lo que tú pensaste; lo que es propio de la doctrina, no del ingenio; lo que procede de la tradición pública, no de la rapiña privada. Algo que ha llegado hasta ti, pero que tu no has producido; algo de lo que no eras autor, sino custodio; no fundador, sino seguidor; no conductor, sino conducido (…). Conserva inviolado y sin mancha el talento de la fe católica. Lo que has creído, en tu poder permanezca y por ti sea entregado a otro.